# Sarah Vaughan

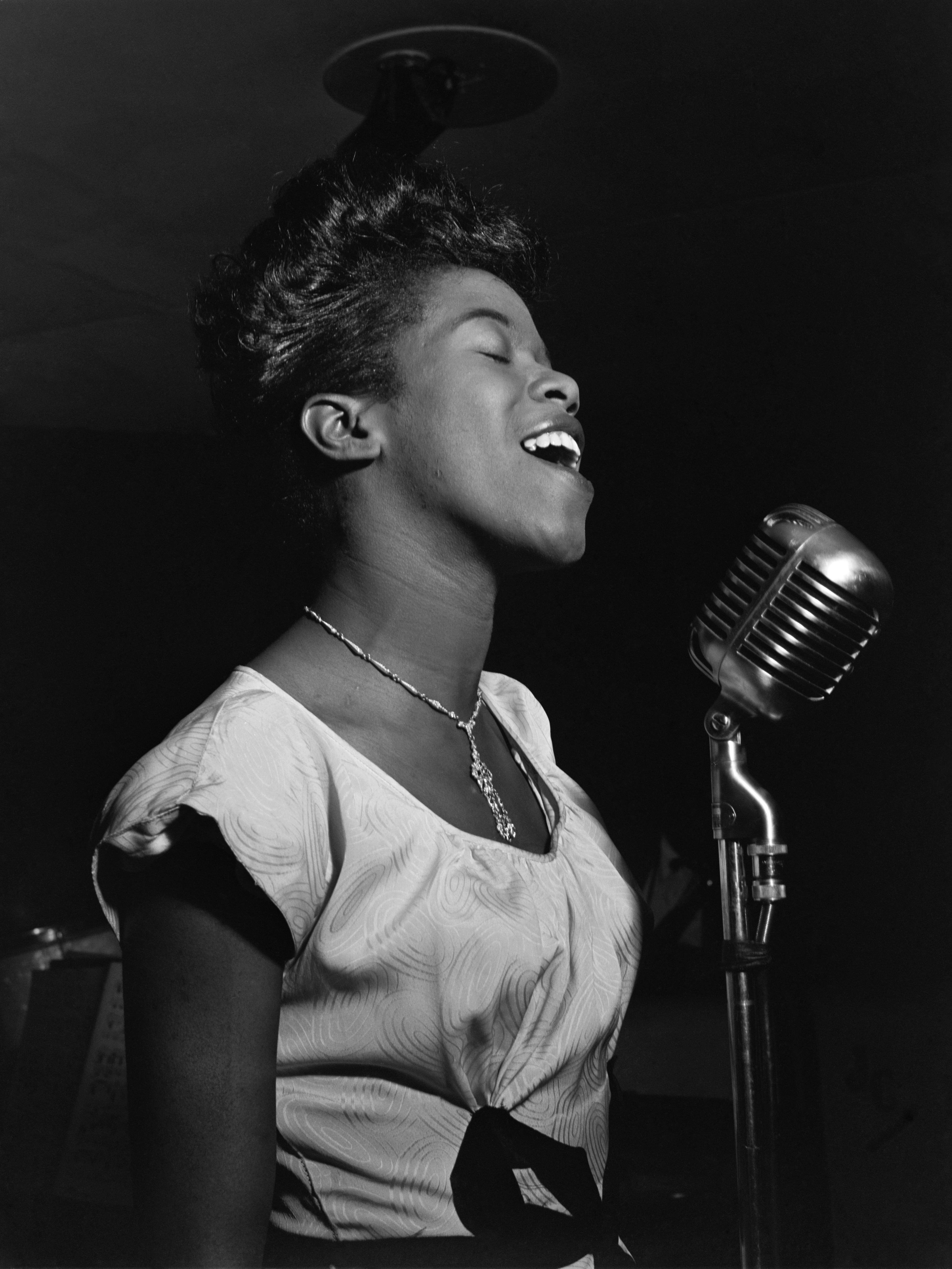
Sarah Vaughan (1946) (Foto: William P. Gottlieb)

Sarah Lois Vaughan (* 27. März 1924 in Newark, New Jersey; † 3. April 1990 in Los Angeles, Kalifornien) war eine US-amerikanische Jazz-Sängerin und Pianistin. Sie gilt neben Billie Holiday und Ella Fitzgerald als eine der bedeutendsten Vokalistinnen des Jazz.

## Leben

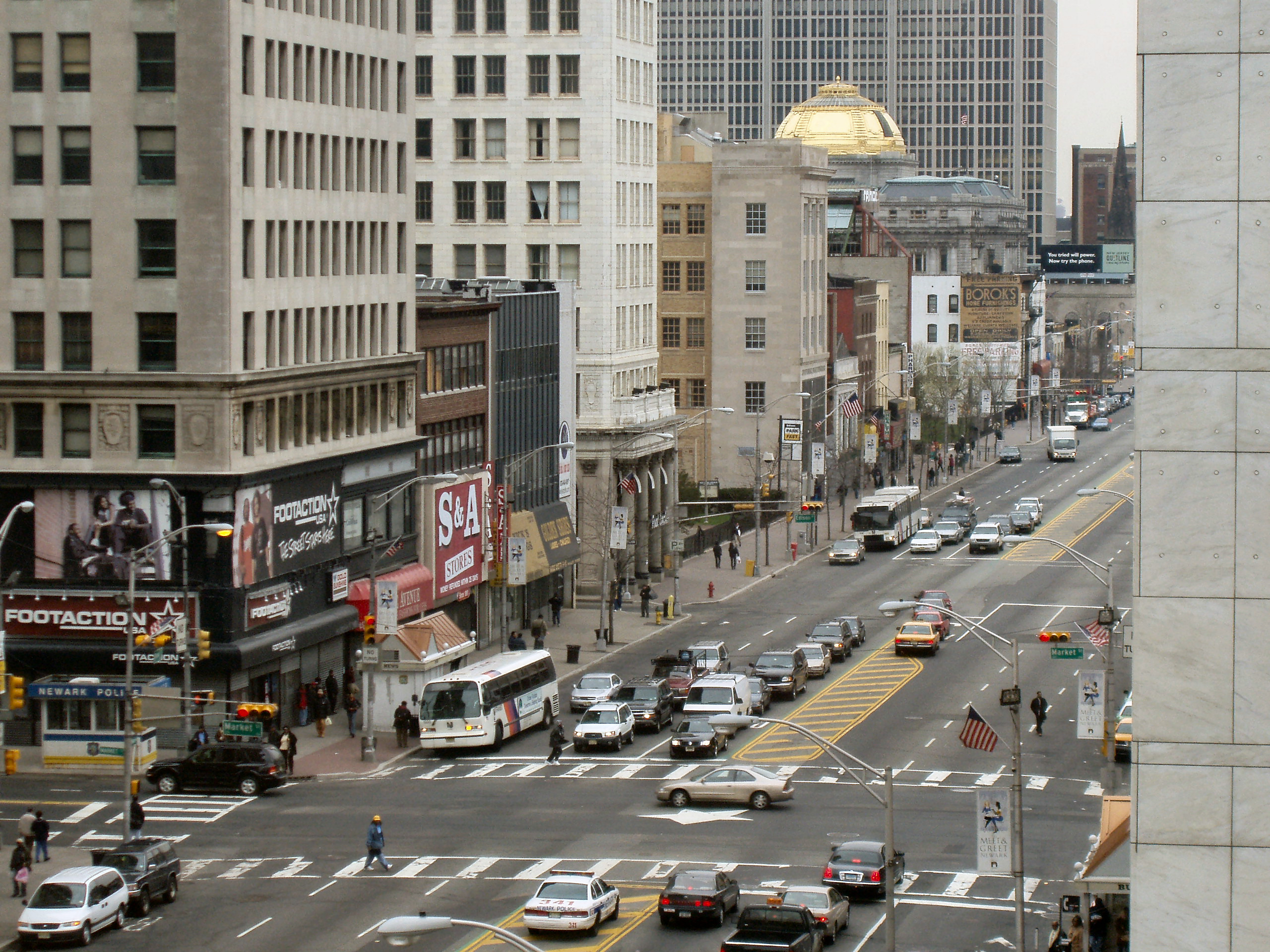
Broad Street in Newarks Innenstadt

### Kindheit und Jugend
Sarah Vaughans Vater, Asbury „Jake“ Vaughan, war Zimmermann und ein Amateurgitarrist. Ihre Mutter Ada war Wäscherin und sang im Kirchenchor. Jake und Ada Vaughan waren während des Ersten Weltkriegs von Virginia nach Newark gezogen. Sarah war ihr einziges Kind. Die Vaughans lebten in der Brunswick Street, wo Sarah ihre frühe Kindheit verbrachte. Jake Vaughan war tief religiös und die Familie in der New Mount Zion Baptist Church aktiv, die sich in 186 Thomas Street befand. Sarah hatte schon mit sieben Jahren Klavierstunden, sang im Kirchenchor und spielte gelegentlich bei Proben Klavier und Orgel.
Vaughan entwickelte früh eine Vorliebe für die populäre Musik auf Schallplatten und im Radio. In den 1930er Jahren hatte Newark eine lebendige Livemusik-Szene und Vaughan sah regelmäßig lokale und tourende Bands, die in der Stadt auftraten. Obwohl das wegen ihres Alters illegal war, begann sie in Newarks Nachtclubs als Pianistin und gelegentlich auch als Sängerin aufzutreten, wie im Piccadilly Club und am Newarker Flughafen bei der USO.

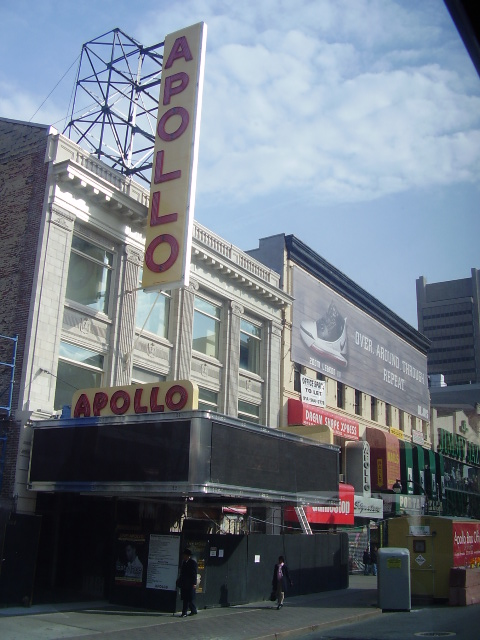
Apollo Theater in Harlem

Vaughan besuchte in Newark zunächst die East Side High School, später wechselte sie zur Newark Arts High School, die 1931 als die erste Kunst-High School der USA eröffnete. Ihre nächtlichen Auftritte führten jedoch schließlich zum Rauswurf aus der Highschool. In dieser Zeit besuchten Sarah Vaughan und ihre Freunde New York, um dort die Bigbands in Harlem zu hören, die im Savoy Ballroom und dem Apollo Theater spielten.
Die Biographin Leslie Gourse erzählt die komplexe Geschichte ihrer Entdeckung: Vaughan kam immer mit ihrer Freundin Doris Robinson nach New York City. Eines Tages im Herbst 1942, als Sarah gerade 18 Jahre alt war, riet sie ihrer Freundin bei einem nächtlichen Amateurwettbewerb im Apollo teilzunehmen; sie begleitete Doris am Klavier, die dabei den zweiten Platz erlangte. Später entschied sich Sarah selbst auf die Bühne zu treten, diesmal als Sängerin; Vaughan sang den Standard Body and Soul und gewann. Der Gewinn war, wie Vaughan später Marian McPartland erzählte, 10 $ und die Zusage für ein einwöchiges Engagement im Apollo. Im Frühjahr 1943 trat Sarah Vaughan schließlich erstmals im Apollo auf, wo sie für Ella Fitzgerald einsprang.
Während dieser Woche saß im Publikum auch der Sänger Billy Eckstine, der zu dieser Zeit bei Earl Hines war; er wurde auf ihr Talent aufmerksam und empfahl sie an Hines. Dieser rühmte sich später sie entdeckt zu haben und bot ihr den Job als Pianistin in seiner Band an. Am 4. April 1943 schließlich ersetzte er seine Bandsängerin durch Sarah Vaughan.

### Mit Earl Hines und Billy Eckstine (1943–1944)
Sarah Vaughan tourte nach ihrem Apollo-Vertrag Ende 1943 und Anfang 1944 mit der Earl Hines Big Band. Vaughan war als Pianistin eingestellt, aber nachdem Cliff Smalls als Posaunist und Pianist in die Band kam, war Sarah die Sängerin der Hines-Band. Diese gilt heute als eine Art Gründerzentrum des Bebop, da in ihr damals namhafte Musiker des Bebops wie der Trompeter Dizzy Gillespie und der Saxophonist Charlie Parker sowie der Posaunist Bennie Green spielten. Gillespie arrangierte auch für die Band; ein allgemeiner Streik (Recording ban) verhinderte jedoch, dass Plattenaufnahmen dieser Formation entstanden.
Eckstine verließ Ende 1943 die Hines-Band und formierte seine eigene Bigband mit Gillespie, der Hines verließ, um musikalischer Leiter der neuen Band zu werden. Charlie Parker stieß ebenfalls hinzu, und die Eckstine-Band war in den nächsten Jahren ein Sammelbecken von jungen Jazz-Talenten: Miles Davis, Kenny Dorham, Art Blakey, Lucky Thompson, Gene Ammons und Dexter Gordon spielten hier.
Vaughan trat 1944 in Eckstines neugegründete Band ein; dies gab ihr Gelegenheit, ihren Stil weiterzuentwickeln. Mit Eckstines Band entstanden dann erste Schallplatten-Aufnahmen; bei einer Session am 5. Dezember 1944 entstand der Song I’ll Wait and Pray für das Deluxe-Label. Durch diese Schallplatte wurde auch der Kritiker und Produzent Leonard Feather auf sie aufmerksam und fragte, ob sie vier Schallplattenseiten unter eigenen Namen mit ihm aufnehmen wolle, die dann auf dem Label Continental erschienen; begleitet wurde sie dabei von einem Septett mit u. a. Dizzy Gillespie und Georgie Auld. Angeblich hat ihr der damalige Bandpianist John Malachi den Spitznamen „Sassy“ gegeben. Ende 1944 verließ Vaughan offiziell die Eckstine-Band, um eine Solokarriere zu beginnen, blieb ihm aber nach wie vor verbunden und nahm mit ihm später Platten auf.

### Frühe Solokarriere (1945–1948)

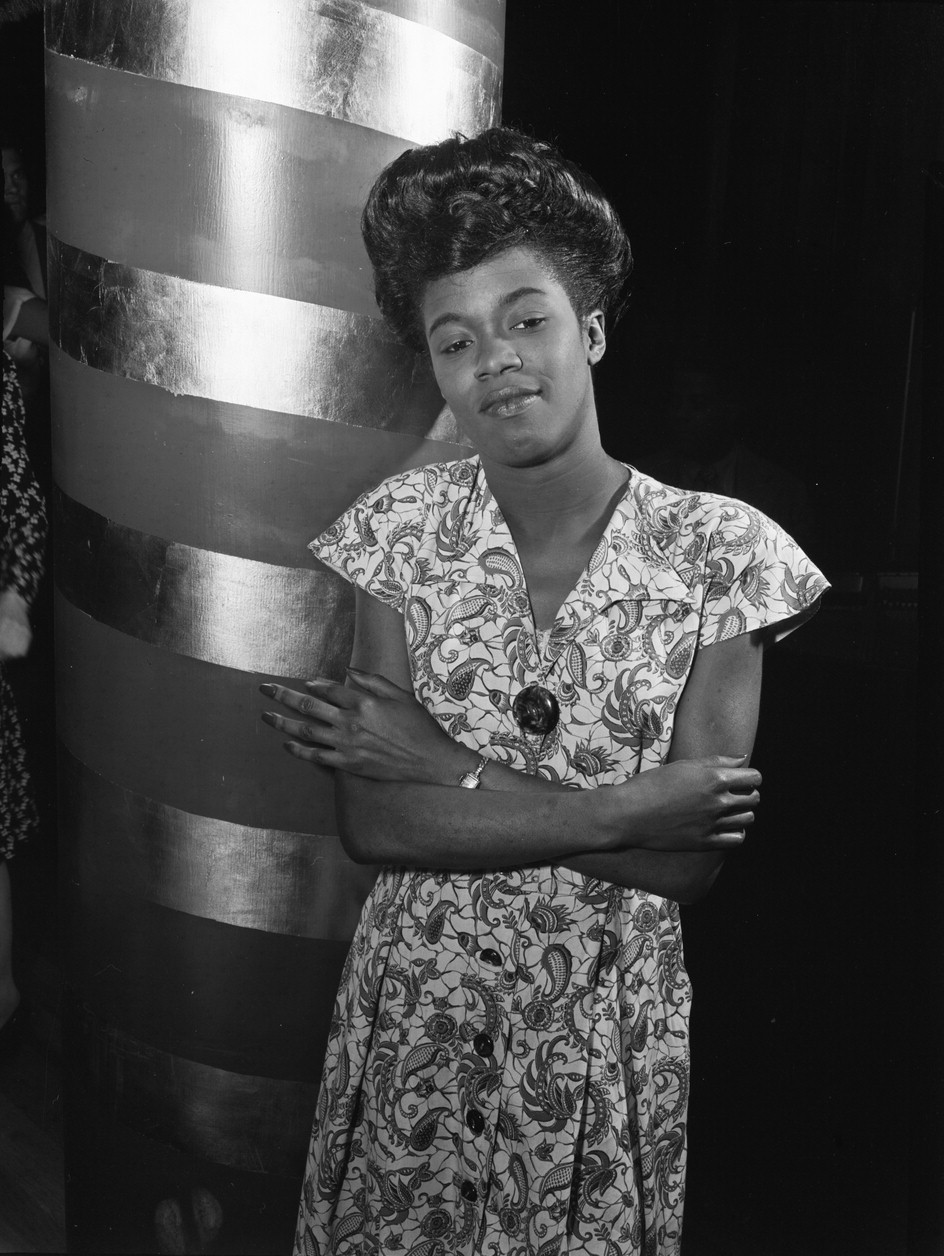
Sarah Vaughan im Café Society (1946)
(Foto: William P. Gottlieb)

Sarah Vaughan begann ihre Solokarriere als freischaffende Sängerin 1945 in den New Yorker Jazzclubs der 52nd Street wie dem Three Deuces, dem Famous Door, dem Downbeat und dem Onyx Club. Vaughan trat auch im Braddock Grill auf, unweit des Apollo Theater in Harlem gelegen. Am 11. Mai 1945, nahm Vaughan Lover Man für das kleine Guild Label auf, begleitet von einem Quintett mit Gillespie und Parker, außerdem wirkten der Pianist Al Haig, Bassist Curly Russell und Sid Catlett am Schlagzeug mit. Kurz danach ging sie erneut mit Gillespie/Parker ins Studio und nahm weitere drei Titel auf.
Nach einem kurzen Gastspiel in der Band von John Kirby und einer Aufnahme mit dem Geiger Stuff Smith, bei dem der Song Time and Again im Oktober entstand, wurde ihr ein Plattenvertrag des Musicraft-Label angeboten. Bis dieser Vertrag 1946 wirksam wurde, nahm sie Platten für die Label Crown und Gotham auf und trat regelmäßig im Club Café Society Downtown auf, einem Club am Sheridan Square, in dem es keine Rassenschranken gab.

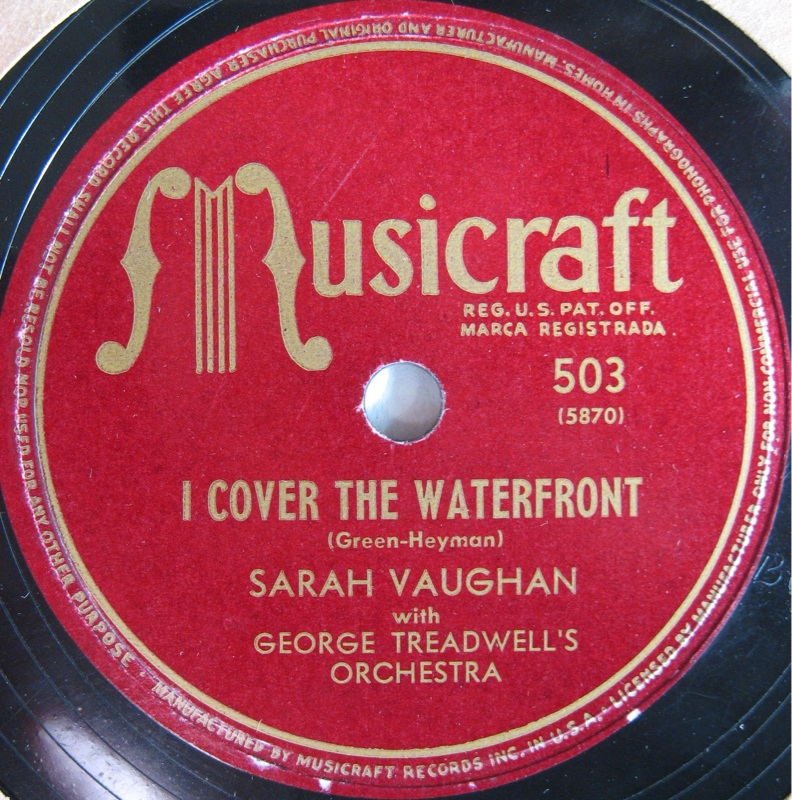
„I Cover the Waterfront“: Schellackplatte bei Musicraft

Während ihres Engagements im Cafe Society lernte Vaughan den Trompeter George Treadwell kennen. Dieser wurde schließlich Vaughans Manager, ihr musikalischer Leiter bei zahlreichen Aufnahmesessions und kümmerte sich um ihr Auftreten, einschließlich ihrer Garderobe, ihrer Frisur und auch um die Regulierung ihres Gebisses.
Viele ihrer 1946 für Musicraft aufgenommenen Titel wurden von Publikum und Kritik gleichermaßen positiv aufgenommen; dies waren If You Could See Me Now (den Tadd Dameron geschrieben und arrangiert hatte), Don’t Blame Me, I’ve Got a Crush on You, Everything I Have is Yours und erneut Body and Soul. Vaughan und Treadwell heirateten schließlich am 16. September 1946.
Vaughans kommerzieller Erfolg bei Musicraft setzte sich 1947 and 1948 fort; ihre Interpretation von Tenderly wurde Ende 1947 ein unerwarteter Hit (#27). Noch erfolgreicher war der am 27. Dezember 1947 aufgenommene Jule-Styne-Song It’s Magic aus dem Doris-Day-Film Romance on the High Seas; er hatte Anfang 1948 in den Pop-Charts großen Erfolg und stand elf Wochen in den Charts. Ein weiterer Hit dieser Zeit war Nature Boy (entstanden 8. April 1948). Der Song Nature Boy, erstmals von Nat King Cole aufgenommen, galt als der erste „Crossover“-Titel, der von einem schwarzen Künstler aufgenommen und bei einem weißen Publikum erfolgreich wurde. Kurz nachdem auch Ella Fitzgerald mit dem Song reüssiert hatte, nahmen ihn Frank Sinatra für Capitol, Sarah Vaughan sowie Dick Haymes für Decca auf.

### Columbia-Jahre (1948–1953)
Nach dem Bankrott der Firma Musicraft erhielt sie die Gelegenheit, bei dem großen Label Columbia Records einen Vertrag abzuschließen; im Sommer 1949 hatte sie dort mit Black Coffee einen Charterfolg. Während ihrer Jahre bei Columbia bis 1953 nahm Vaughan zahlreiche kommerzielle Pop-Balladen auf, wie That Lucky Old Sun, Make Believe (You Are Glad When You’re Sorry), I’m Crazy to Love You, Our Very Own, I Love the Guy, Thinking of You (mit dem Pianisten Bud Powell), I Cried for You, These Things I Offer You, Vanity, I Ran All the Way Home, Saint or Sinner, My Tormented Heart, Time und viele andere.
Bei den Jazz-Kritikern erlangte sie dennoch große Anerkennung; so gewann sie 1947 den Esquire Magazine’s New Star Award, außerdem den als beste Vokalistin des Down Beat Magazins regelmäßig von 1947 bis 1952; ebenso vom Metronome Magazin von 1948 bis 1953. Einige Kritiker mochten jedoch ihren Gesangsstil nicht und nannten ihn „over-stylized“. Dennoch war der Tenor der Jazzkritik insgesamt weitgehend positiv. Ihr Erfolg bei der Kritik und dem Publikum war Anlass zahlreicher boshafter Bemerkungen ihrer „Rivalin“ Billie Holiday, die in dieser Zeit um ihr Ansehen als „beste Jazzsängerin“ fürchten musste.
Mit diesem Erfolg verbunden war die Gelegenheit zu zahlreichen Auftritten und Aufnahmemöglichkeiten. Im Sommer 1949 trat Vaughan erstmals mit einem Sinfonieorchester auf; es war eine Benefiz-Veranstaltung für das Philadelphia Orchestra unter dem Motto „100 Men and a Girl“. In dieser Zeit wurde sie von Fans auch als „The Divine One“ apostrophiert, ein Zusatz, der sie durch ihre weitere Karriere begleiten sollte. 1951 unternahm sie ihre erste Tournee durch Europa.

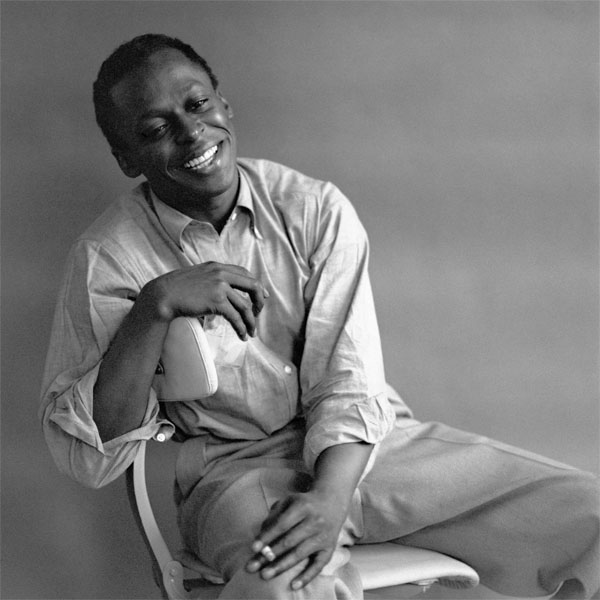
Miles Davis Mitte der 1950er Jahre

Der Erfolgsdruck und persönliche Konflikte führten zu Spannungen zwischen Treadwell und Sarah Vaughan. Treadwell stellte einen Road-Manager ein, der sich um die Tourneen der Sängerin kümmerte, und eröffnete ein Managementbüro in Manhattan, um mit weiteren Künstlern außer mit Sarah Vaughan zu arbeiten.
Vaughans Beziehung zu Columbia Records wurde trotz ihres Erfolges zunehmend unbefriedigend für die Sängerin, weil sie ihrer Ansicht nach zu viel kommerzielles Songmaterial bekam. Eine Ausnahme blieb die Session 1950, bei der sie Musiker wie Miles Davis, Tony Scott, Benny Green und Budd Johnson begleiteten. Die Aufnahmen wie East of the Sun (and West of the Moon) oder Ain’t Misbehavin’ zählen zu den besten ihrer Karriere, blieben aber atypische Ausnahmen ihrer Columbia-Ära.

### Mercury-Jahre (1954–1959)
Im Jahr 1953 handelte Treadwell einen Plattenvertrag bei Mercury Records aus. Sie sollte fortan kommerzielles Songmaterial für das Hauptlabel Mercury und mehr jazz-orientierte Songs auf dessen Sublabel EmArcy veröffentlichen. Vaughan arbeitete fortan mit dem Produzenten Bob Shad zusammen; ihre Kooperation war sowohl ein finanzieller wie auch künstlerischer Erfolg. Ihre erste Mercury-Session fand im Februar 1954 statt, ihre letzte 1959. Nach einer kurzen Zusammenarbeit mit Roulette Records (1960 bis 1963), kehrte sie von 1964 bis 1967 zu Mercury zurück.

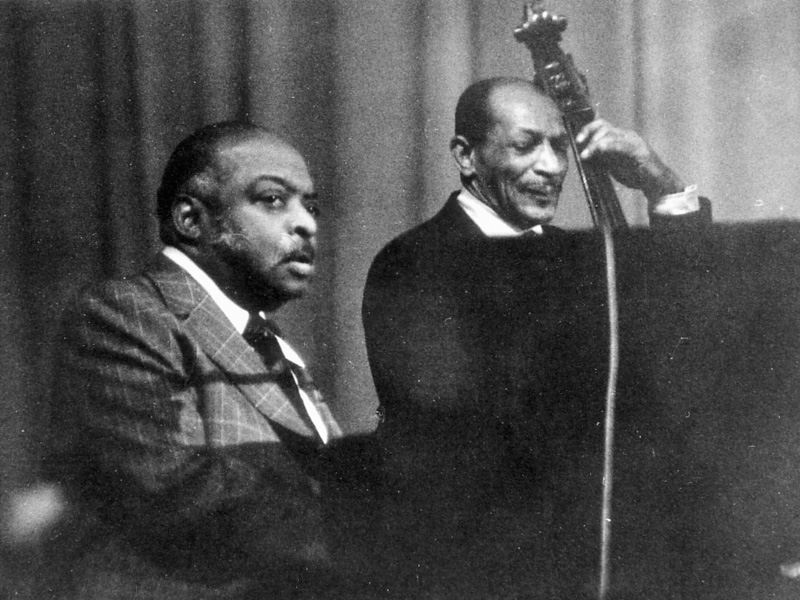
Count Basie (links) 1975

Sie trat im Sommer 1954 auf dem Newport Jazz Festival auf. Vaughans großer Erfolg bei Mercury begann mit dem Hit Make Yourself Comfortable, den sie im Herbst 1954 aufnahm; weitere Erfolge waren How Important Can It Be (mit Count Basie), Whatever Lola Wants, The Banana Boat Song, You Ought to Have A Wife und Misty von Erroll Garner. Im Herbst 1954 trat sie in der Carnegie Hall mit dem Count Basie Orchestra auf; mit dabei waren außerdem Billie Holiday, Charlie Parker, Lester Young und das Modern Jazz Quartet. Von vielen Jazzkritikern als Höhepunkt ihrer künstlerischen Laufbahn wird ihr Album Sarah Vaughan (with Clifford Brown) angesehen, das im Dezember 1954 aufgenommen wurde. Darauf befindet sich der Titel Lullaby of Birdland mit einer ihrer seltenen Scat-Einlagen. Danach ging sie erneut auf eine erfolgreiche Europatournee und tourte dann durch die Vereinigten Staaten in einem Konzertprogramm mit Count Basie, George Shearing, Erroll Garner und Jimmy Rushing. 1955 hatte sie auf dem New York Jazz Festival auf Randalls Island einen Auftritt. In der zweiten Hälfte der 1950er Jahre nahm Sarah Vaughan in Begleitung vieler namhafter Jazzmusiker Platten auf, etwa 1957 mit Billy Eckstine erneut eine Reihe von Duetten, darunter den Hit Passing Strangers. Sie ging auf Tourneen mit einem Trio, in dem neben Pianist Jimmy Jones Roy Haynes und Jimmy Cobb spielten, dann im Trio mit Ronnell Bright. Als eines der gelungensten Beispiele ihrer Live-Auftritte gilt ihr Album At Mr. Kelly’s von 1957 mit Richard Davis und Roy Haynes. Ihr kommerzieller Erfolg erreichte 1959 seinen Höhepunkt mit dem Song Broken Hearted Melody, der mehr als eine Million Dollar einspielte und für den sie ihre erste Goldene Schallplatte erhielt. Er gehörte fortan zum ständigen Repertoire ihrer Konzerte. Vaughans kommerzielle Aufnahmen wurden von verschiedenen Arrangeuren und Orchesterleitern eingespielt, wie Hugo Peretti und Hal Mooney.
Obwohl die geschäftliche Beziehung zwischen Vaughan und Treadwell in den 1950er Jahren erfolgreich war, ließ sich die Sängerin 1958 von ihm scheiden und beendete dann auch die geschäftliche Zusammenarbeit.

### 1960er Jahre

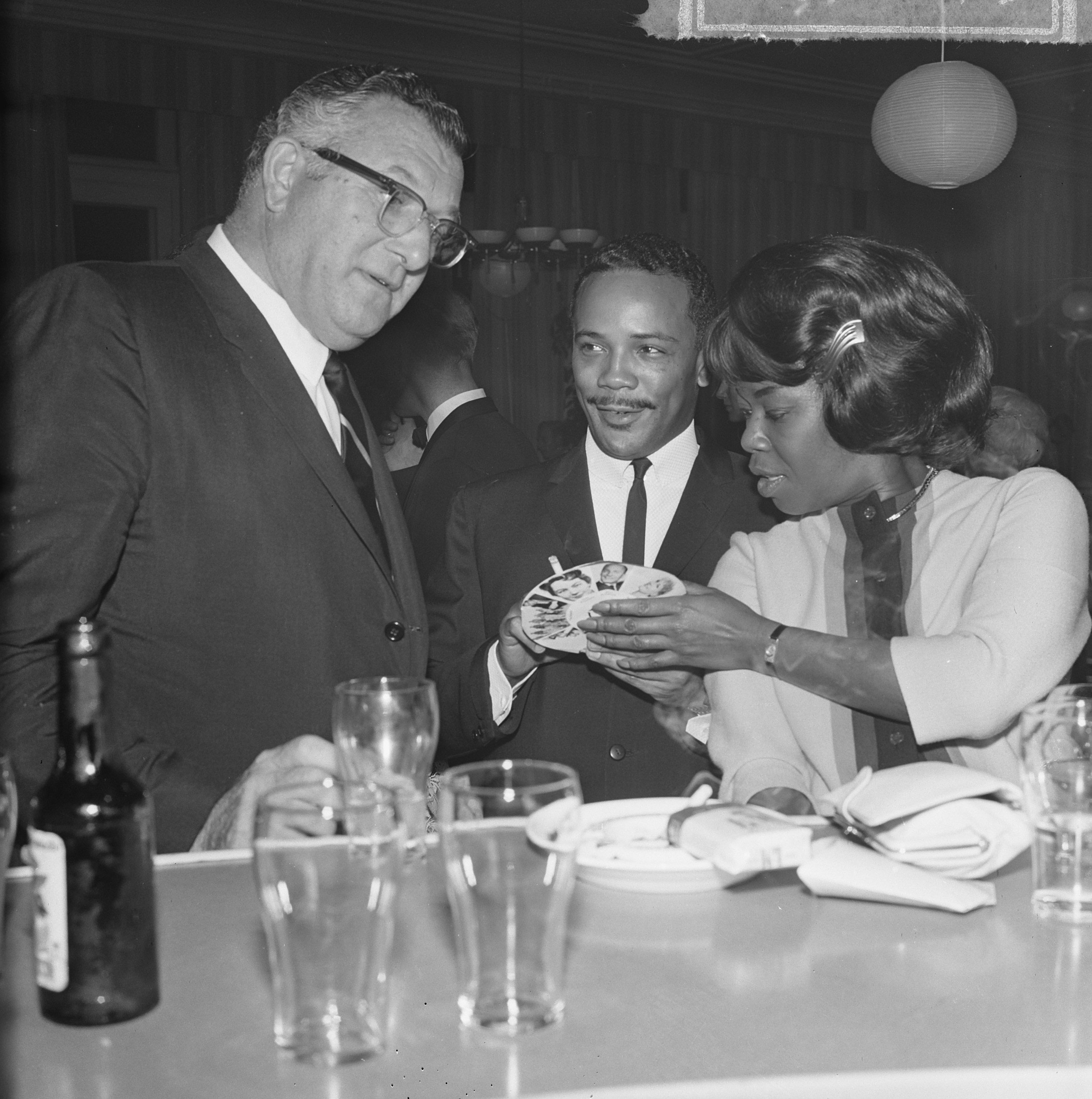
Sarah Vaughan mit Quincy Jones in Scheveningen 1963

Nach der Trennung von Treadwell trat Clyde „C.B.“ Atkins in Sarah Vaughans Leben, den sie in Chicago kennengelernt hatte und den sie am 4. September 1959 heiratete. Obwohl Atkins keinerlei Erfahrungen mit Künstlermanagement oder im Musikgeschäft hatte, wollte Vaughan mit ihm eine geschäftliche wie persönliche Beziehung wie mit Treadwell eingehen. Sie machte Atkins zu ihrem Manager; Vaughan und Atkins zogen nach Englewood Cliffs, New Jersey.
Als ihr Kontrakt mit Mercury Records 1959 endete, unterzeichnete sie bei Roulette Records, einem kleinen Label von Morris Levy, einem der Miteigentümer des New Yorker Jazzclubs Birdland, in dem sie häufig auftrat. In Roulettes Katalog befanden sich auch Platten von Count Basie, Joe Williams, Dinah Washington, Lambert, Hendricks and Ross sowie Maynard Ferguson.
Vaughan fing an, im April 1960 für Roulette aufzunehmen; es entstanden eine Reihe von Alben, die von Billy May, Jimmy Jones, Joe Reisman, Quincy Jones, Benny Carter, Lalo Schifrin und Gerald Wilson arrangiert bzw. eingespielt wurden und als lediglich jazzbeeinflusste, letztlich kommerzielle Aufnahmen gelten. 1960 hatte sie einen Pop-Charterfolg mit Serenata bei Roulette, außerdem mit ihren noch für Mercury eingespielten Titeln Eternally und You’re My Baby.
In kleiner Besetzung (Gesang, Gitarre, Bass) nahm sie einige Alben mit Jazz-Standards auf, wie After Hours (1961) mit dem Gitarristen Mundell Lowe und dem Bassisten George Duvivier. Cook und Morton werten die Session als ihre beste in den 1960er Jahren; Brian Priestley hebt die definitiven Interpretationen Vaughans von My Favorite Things und In a Sentimental Mood hervor. 
Da Sarah Vaughan keine eigenen Kinder bekommen konnte, adoptierte das Paar 1961 eine Tochter, Debra Lois. Die Beziehung zu Atkins blieb gespannt und endete im November 1963 mit einer Scheidung. Mit Hilfe von Freunden wie dem Clubbesitzer John „Preacher“ Wells und Clyde „Pumpkin“ Golden Jr. gelang es ihr, ihre finanzielle Situation bei der Trennung zu bewältigen. Wells und Golden stellten fest, dass Atkins durch Glücksspiele und Spenden ihr Vermögen von $150,000 veruntreut hatte. Vaughan erhielt das Sorgerecht für das adoptierte Kind; Golden wurde fortan ihr Manager und Lebensgefährte für den Rest der Dekade.
In der Zeit ihrer zweiten Scheidung trennte sie sich auch von Roulette Records, da die Firma ihr nicht genügend Honorar für ihre erfolgreichen Platten auszahlte. Nach Ende des Kontraktes 1963 kehrte Vaughan zu Mercury Records zurück. Im Sommer 1963 hielt sich Vaughan in Dänemark auf, um mit dem Produzenten Quincy Jones Live-Aufnahmen mit ihrem Trio zu machen, die unter dem Titel Sassy Swings the Tivoli veröffentlicht wurden, die ein exzellentes Beispiel ihrer Live-Shows dieser Periode bieten. Im folgenden Jahr trat sie im Weißen Haus vor Präsident Johnson auf.
Mit der Veränderung des Publikumgeschmacks Mitte der 1960er Jahre hatte auch Sarah Vaughan wie viele andere Jazzmusiker mit sinkenden Zuhörerzahlen bei ihren Konzerten zu kämpfen, wozu noch ungeeignetes Material hinzukam. Die Qualität ihrer Schallplatten schwankte; sie versuchte sich mit Pop- und Unterhaltungsmusik über Wasser zu halten. In dieser Zeit wurde auch ihre Stimme dunkler. Am Ende ihres Mercury-Vertrags 1967 war sie für den Rest der Dekade ohne Plattenkontrakt, trat aber bei europäischen und amerikanischen Jazzfestivals auf.
1969 beendete Vaughan ihre Geschäftsbeziehung mit Golden und ließ sich an der Westküste nieder, nahe Benedict Canyon bei Los Angeles, dann in Hidden Hills.

### Comeback in den 1970er Jahren
Nach einem Auftritt im Casino in Las Vegas lernte sie Marshall Fisher kennen; dieser nahm nun die ihr vertraute Doppelrolle als Vaughans Lebensgefährte und Manager ein. Fisher hatte zwar ebenfalls keine Erfahrungen in der Unterhaltungsindustrie, war aber ein großer Fan von ihr und förderte fortan ihr Comeback.
In den 1970er Jahren setzte Vaughan ihre Aufnahmetätigkeit fort. 1971 wurde sie von Bob Shad, der als Produzent bei Mercury Records mit ihr gearbeitet hatte, gefragt, ob sie ein Album für sein eigenes neu gegründetes Label Mainstream Records aufnehmen wolle. Der Basie-Veteran Ernie Wilkins arrangierte und leitete die Session, bei der das Album A Time In My Life im November 1971 entstand. Im April 1972 nahm Vaughan ein Album mit Balladen auf, geschrieben, arrangiert und geleitet von Michel Legrand. In Tokio entstand im September 1973 mit ihrem Trio das Album Live in Japan, das für einen Grammy nominiert wurde.
Bei ihren Sessions mit Legrand nahm sie auch den Song Send in the Clowns auf, den Stephen Sondheim für das Broadway-Musical A Little Night Music komponiert hatte. Der Song wurde fortan ihr Markenzeichen und ersetzte den bisherigen Titel Tenderly, der mit ihr seit Beginn ihrer Solokarriere verbunden geblieben war. Vaughans Zusammenarbeit mit Mainstream endete 1974 im Streit. Erneut war Vaughan drei Jahre ohne Plattenkontrakt. Im Dezember 1974 trat Vaughan bei einem privaten Konzert für Präsident Gerald Ford und den französischen Staatspräsidenten Giscard d’Estaing bei deren Gipfeltreffen auf Martinique auf.
Ebenfalls im Jahr 1974 nahm sie an einem Gershwin-Konzert teil, das der Dirigent Michael Tilson Thomas leitete, der das Los Angeles Philharmonic Orchestra im Hollywood Bowl dirigierte. Die Arrangements stammten von Marty Paich, in der Begleitband wirkten auch Dave Grusin, Ray Brown und Shelly Manne mit. Nach dem Erfolg des Konzerts wiederholten Thomas und Vaughan die Darbietung 1975 und 1976 mit verschiedenen Sinfonieorchestern.

Oscar Peterson (1977)

1977 beendete Vaughan ihre geschäftlichen und persönlichen Beziehungen zu Marshall Fisher. Vaughan begann eine Beziehung zu Waymon Reed, einem Trompeter, der in der Count Basie Band spielte. Reed spielte nun in ihrem Trio und war ihr musikalischer Direktor; 1978 heirateten sie. 1977 begleitete sie der Filmemacher und TV-Produzent Tom Guy auf ihrer Tournee, interviewte zahlreiche Künstler über die Sängerin und fing Konzertmitschnitte und Szenen hinter den Kulissen ein. Das Resultat war der Dokumentarfilm Listen To The Sun, der am 21. September 1978 im New Jersey Public Television Premiere hatte, aber nie einen Vertrieb fand.
1977 unterzeichnete sie bei Norman Granz, der auch Ella Fitzgeralds Manager war, einen Plattenvertrag bei dessen Label Pablo Records. Vaughan hatte zuvor nach dreijähriger Plattenpause ein Album mit Songs der Beatles (1977) in Pop-Arrangements für Atlantic eingespielt. Bei ihrem Kontrakt mit Pablo entstanden wichtige Alben ihres Spätwerks wie Love Brazil, das mit brasilianischen Musikern in Rio de Janeiro im Herbst 1977 aufgenommen und für einen Grammy nominiert wurde. Außerdem entstanden How Long Has This Been Going On? (1978) mit einem Quartett aus Oscar Peterson, Joe Pass, Ray Brown und Louis Bellson; zwei Duke Ellington Songbook Alben (1979); Send in the Clowns (1981) mit dem Count Basie Orchestra, mit Arrangements vor allem von Sammy Nestico; schließlich das Album Crazy and Mixed Up (1982), erneut mit einer Quartett-Begleitung mit Sir Roland Hanna, Joe Pass, Andy Simpkins und Harold Jones. 1981 trennten sich Vaughan und Waymon Reed.

### Späte Karriere

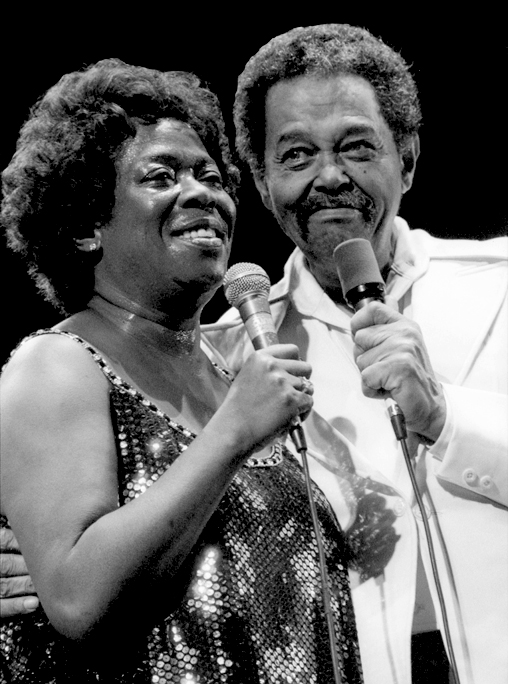
Sarah Vaughan und Billy Eckstine beim Monterey Jazz Festival (1981)

Sarah Vaughan blieb auch in den 1980er Jahren aktiv; zahlreiche Ehrungen würdigten ihren Beitrag zur amerikanischen Musik und ihren Status als eine der wichtigsten Jazzsängerinnen. So erhielt sie im Sommer 1980 eine Plakette in der 52nd Street an der Fassade des CBS Buildings (Black Rock), um an sie und die inzwischen verschwundenen Jazzclubs zu erinnern, in denen sie häufig aufgetreten war.
1980 trat sie erneut mit dem sinfonischen Gershwin-Programm, begleitet von der New Jersey Symphony, auf, 1981 gewann sie den Emmy Award in der Kategorie „Individual Achievement – Special Class“. Mit Michael Tilson Thomas nahm sie eine modifizierte Version des Gershwin-Programms auf, mit den Los Angeles Philharmonic, erschienen auf dem Album Gershwin Live!, mit dem Vaughan den Grammy Award als beste weibliche „Jazz Vocal Performance“ gewann. 1985 erhielt sie einen Stern auf dem Hollywood Walk of Fame. 1988 wurde sie in die American Jazz Hall of Fame aufgenommen. 1989 erhielt sie die NEA Jazz Masters Fellowship.
Nach dem Auslaufen ihres Kontraktes mit dem Pablo-Label 1982 machte Sarah Vaughan nur noch wenige Studioaufnahmen. Sie hatte bei Barry Manilows 2:00 AM Paradise Cafe einen Gastauftritt, 1984 wirkte sie bei dem Projekt The Planet is Alive, Let It Live mit, einem sinfonischen Stück von Tito Fontana und Sante Palumbo, basierend auf italienischen Übersetzungen von Gedichten von Karol Wojtyla, dem künftigen Papst Johannes Paul II. 1986 sang Sarah Vaughan zwei Songs, Happy Talk und Bali Ha’i, in der Rolle der Bloody Mary in einer Studio-Produktion des Broadwaymusicals South Pacific mit Opernstars wie Kiri Te Kanawa und Jose Carreras.
Vaughans letztes eigenes Album war Brazilian Romance, produziert und komponiert von Sérgio Mendes und entstanden Anfang 1987 in New York und Detroit. 1988 sang Vaughan für ein Album mit Weihnachtsliedern mit dem Mormon Tabernacle Choir, begleitet vom Utah Symphony Orchestra. 1989 hatte sie auf Quincy Jones’ Album Back on the Block einen kurzen Gastauftritt, als sie mit Ella Fitzgerald im Duett scattete. Dies war ihre letzte Studioaufnahme und auch ihre einzige mit Fitzgerald im Laufe ihrer Karriere, die 46 Jahre zuvor begonnen hatte, als sie für Ella Fitzgerald im Apollo Theater auftrat.

### Lebensende
Obwohl sich im Laufe des Jahres 1989 Sarah Vaughans Gesundheitszustand verschlechterte, trat sie weiterhin auf. Vaughan sagte mehrere Gastspiele in Europa ab, die für 1989 geplant gewesen waren. Trotz ihrer Arthritis in der Hand absolvierte sie noch eine Reihe von Konzerten in Japan. Während eines Gastspiels in New Yorks Blue Note Jazzclub erhielt sie die Diagnose Lungenkrebs (sie rauchte zwei Päckchen Zigaretten am Tag); dies waren ihre letzten öffentlichen Auftritte.
Vaughan kehrte in ihr Haus nach Kalifornien zurück, begann eine Chemotherapie und verbrachte die letzten Monate abwechselnd im Krankenhaus oder zu Hause. Als ihr Ende absehbar war, wollte Vaughan zu Hause bleiben, wo sie dann am Abend des 3. April 1990 starb, als sie gerade einen TV-Film zusammen mit ihrer Adoptivtochter sah.
Vaughans Leichnam wurde in der First Mount Zion Baptist Church in Newark aufgebahrt; nach der Zeremonie brachte ein von Pferden gezogener Leichenwagen den Sarg zum Glendale Cemetery in Bloomfield (New Jersey).

### Privates
Sarah Vaughan war vier Mal verheiratet. Ihre Ehemänner waren der Jazz-Trompeter und Musikmanager George Treadwell, der Footballer Clyde Atkins, Marshall Fisher und der Trompeter Waymon Reed.

## Stil und Einfluss

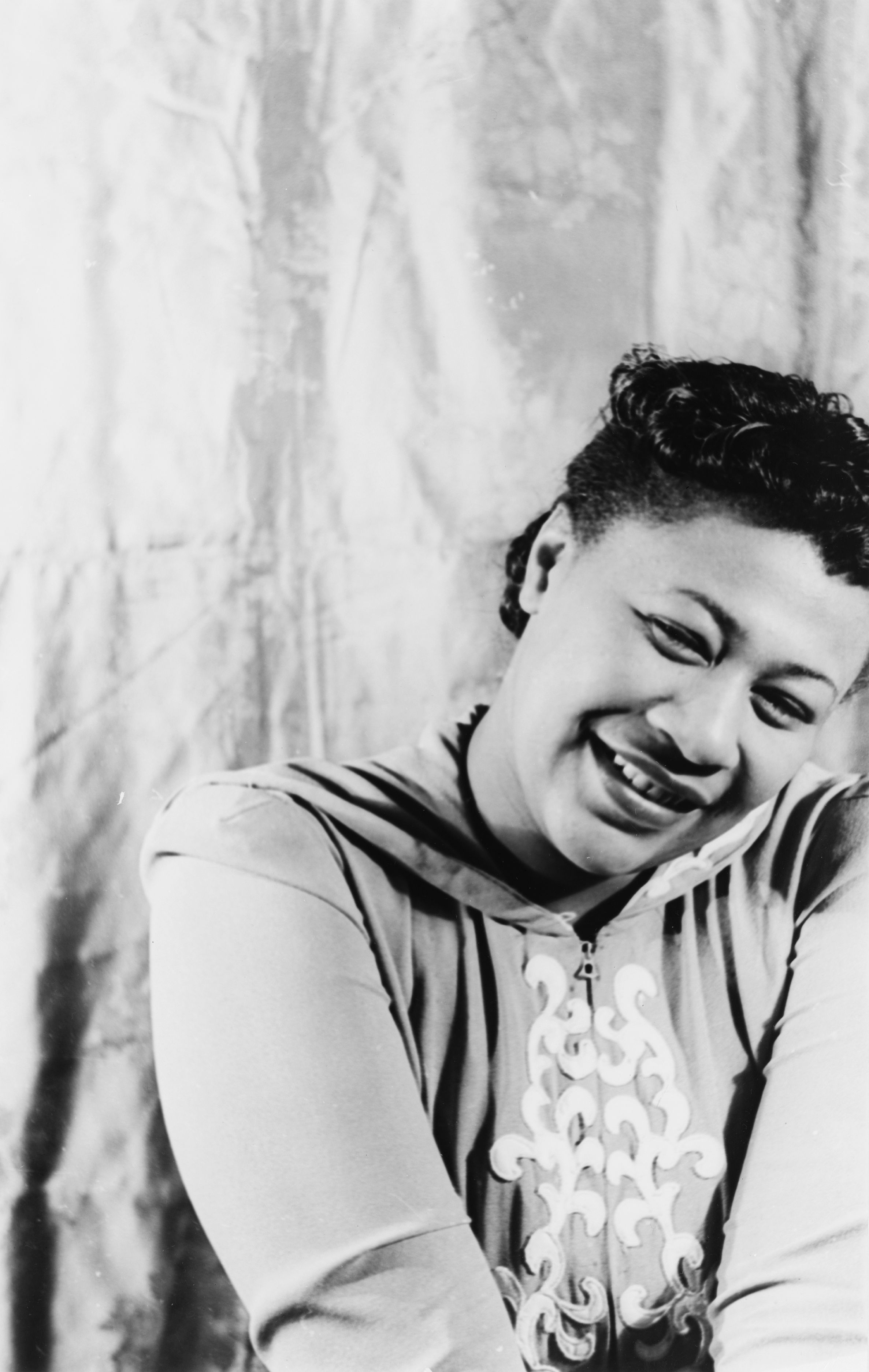
Ella Fitzgerald (1940)

Obwohl Sarah Vaughan üblicherweise als Jazz-Sängerin betrachtet wird, vermied sie immer, sich selbst als eine solche zu klassifizieren. Tatsächlich ist ihr Jazz-Werk und ihr eher kommerzielles Pop-Material nicht radikal verschieden. Sie selbst wollte sich denn auch nicht als Jazzsängerin festlegen lassen:

“I don’t know why people call me a jazz singer, though I guess people associate me with jazz because I was raised in it, from way back. I’m not putting jazz down, but I’m not a jazz singer. Betty Carter is a jazz singer, because that’s all she does. I’ve even been called a blues singer. I’ve recorded all kinds of music, but (to them) I’m either a jazz singer or a blues singer. I can’t sing a blues – just a right-out blues – but I can put the blues in whatever I sing. I might sing ’Send In the Clowns’ and I might stick a little bluesy part in it, or any song. What I want to do, music-wise, is all kinds of music that I like, and I like all kinds of music.”

„Ich weiß nicht, warum mich die Leute eine Jazzsängerin nennen, aber ich vermute, sie bringen mich mit dem Jazz in Verbindung, weil ich von früher her mit ihm groß geworden bin. Ich will Jazz nicht schlecht machen, aber ich bin keine Jazzsängerin. Betty Carter ist eine Jazzsängerin, denn sie macht ihn immer. Ich wurde auch eine Bluessängerin genannt. Ich habe alle Arten von Musik aufgenommen, aber (für sie) bin ich entweder eine Jazzsängerin oder eine Bluessängerin. Ich kann den Blues nicht singen – den Blues so gerade heraus – aber ich kann den Blues in alles hineinbringen, was ich singe. Ich könnte ‚Send In the Clowns‘ (Schick die Clowns rein) singen und einen bluesigen Anteil hineinbringen, oder in jedes andere Lied. Es ist jede Art von Musik, die ich mag, die ich musikalisch machen möchte, und ich mag jede Art von Musik.“

Leonard Feather beschrieb ihre Fähigkeiten: „Kürzlich hörte ich eine klassische, eine Pop- und eine Jazzsängerin. Einen Sopran, einen Contra-Alt und eine Koloratursängerin. Eine Sängerin mit der Spontaneität von Ella Fitzgerald, mit der Seele von Aretha Franklin, der Wärme von Peggy Lee und der makellosen Phrasierung von Carmen McRae. Sie waren alle in der derselben Show und sie alle waren Sarah Vaughan“. Kunzler sieht ihre Wurzeln in den Neuerungen des Bebops, als sie mit ihren Kollegen Gillespie und Parker die harmonischen und melodischen und vor allem rhythmischen Neuerungen der Bop-Instrumentalisten mitvollzog. Sie steht für ihn als originales Talent in einer Reihe mit Bessie Smith, Billie Holiday und Ella Fitzgerald. Jüngere Kolleginnen wie Dee Dee Bridgewater oder Flora Purim bezeichnen Vaughan und ihre instrumentale Auffassung als „vorbildlich, vor allem ihre rhythmische Flexibilität und die Sophistication. (…)“. Kunzler ergänzt: „Bei perfekter Intonation auch in weitintervallisch aufgebauten Improvisationslinien und einer atemberaubenden Flexibilität reichte diese Stimme über drei Oktaven vom Alt- in den höchsten Sopranbereich.“
Als eines ihrer Kennzeichen galt das „swooping“ Glissando, ein Hinabgleiten in ihre tiefsten Stimmlagen. Vaughan betrachtete ihre Stimme immer mehr als ein Melodieinstrument denn als Vehikel zur dramatischen Interpretation von Songtexten. Schon in ihrer Kindheit war sie sowohl durch die populäre Musik jener Zeit beeinflusst wie auch – durch ihren tief religiösen Vater – durch die Gospel-Traditionen, die sie in der Baptistengemeinde erlebte, in der sie aufwuchs. Ein weiterer früher Einfluss, der sich in zahlreichen Duett-Aufnahmen herausbildete, war ihr früher Freund und Mentor Billy Eckstine.

## Diskografie

### Alben
| Jahr | Titel                               | Höchstplatzierung, Gesamtwochen, AuszeichnungChartplatzierungen (Jahr, Titel, Platzierungen, Wochen, Auszeichnungen, Anmerkungen) | Höchstplatzierung, Gesamtwochen, AuszeichnungChartplatzierungen (Jahr, Titel, Platzierungen, Wochen, Auszeichnungen, Anmerkungen) | Anmerkungen |
| Jahr | Titel                               | UK | US | Anmerkungen |
| ---- | ----------------------------------- | --- | --- | --- |
| 1956 | Linger Awhile                       | — | US20 (2 Wo.)US | |
| 1956 | Sassy                               | — | US21 (1 Wo.)US | |
| 1957 | Great Songs from Hit Shows          | — | US14 (9 Wo.)US | |
| 1957 | Sarah Vaughan Sings George Gershwin | — | US14 (9 Wo.)US | |
| 1960 | No Count – Sarah                    | UK19 (1 Wo.)UK | — | Erstveröffentlichung 1958 |
| 1972 | Sarah Vaughan / Michel Legrand      | — | US173 (12 Wo.)US | |
| 1986 | South Pacific                       | UK5 (24 Wo.)UK | — | Studioaufnahme des Musicals South Pacific, Sarah Vaughan in der Rolle der „Bloody Mary“ singt Bali Ha'i und Happy Talk mit Kiri Te Kanawa, José Carreras und Mandy Patinkin |

Weitere Alben
- 1953: The Divine Sarah Vaughan – The Columbia Years 1949–1953 (Columbia)
- 1954: Swingin’ Easy (EmArcy)
- 1954: Sarah Vaughan with Clifford Brown (EmArcy/Verve; Grammy Hall of Fame)
- 1954: The Gershwin Songbook (Mercury)
- 1954: My Funny Valentine mit Richard Hayman’s Orchestra[10]
- 1955: In the Land of Hi-Fi (EmArcy)
- 1957: At Mister Kelly’s [live] (EmArcy)
- 1963: Sarah Sings Soulfully (Roulette)
- 1963: Sassy Swings the Tivoli [live] (EmArcy)
- 1978: How Long Has This Been Going On? (Pablo)
- 1978: Live at Rosy’s (Resonance)
- 1979: The Duke Ellington Songbook, Vol. 1–2 (Pablo)
- 1982: Crazy and Mixed Up (Pablo)

### Singles
| Jahr | Titel Album                                             | Höchstplatzierung, Gesamtwochen, AuszeichnungChartplatzierungen (Jahr, Titel, Album, Platzierungen, Wochen, Auszeichnungen, Anmerkungen) | Höchstplatzierung, Gesamtwochen, AuszeichnungChartplatzierungen (Jahr, Titel, Album, Platzierungen, Wochen, Auszeichnungen, Anmerkungen) | Anmerkungen                                                                                                   |
| Jahr | Titel Album                                             | UK | US | Anmerkungen                                                                                                   |
| ---- | ------------------------------------------------------- | --- | --- | --- |
| 1948 | Nature Boy –                                            | — | — | Autor: Eden Ahbez                                                                                             |
| 1948 | It’s Magic –                                            | — | US28 (2 Wo.)US | Autoren: Jule Styne, Sammy Cahn                                                                               |
| 1949 | Black Coffee –                                          | — | — | Autoren: Sonny Burke, Paul Francis Webster                                                                    |
| 1949 | That Lucky Old Sun (Just Rolls Around Heaven All Day) – | — | — | Autoren: Beasley Smith, Haven Gillespie                                                                       |
| 1949 | Make Believe (You Are Glad When You’re Sorry) –         | — | — | Autoren: Jack Shilkret, Benny Davis                                                                           |
| 1950 | I’m Crazy to Love You –                                 | — | — | Autoren: Sue Werner, Larry Marino, Kay Werner                                                                 |
| 1950 | Our Very Own –                                          | — | — | Autoren: Victor Young, Jack Elliott                                                                           |
| 1950 | (I Love the Girl) I Love the Guy –                      | — | — | Autor: Cy Coben                                                                                               |
| 1950 | Thinking of You –                                       | — | — | Autoren: Harry Ruby, Bert Kalmar                                                                              |
| 1951 | These Things I Offer You (For a Lifetime) –             | — | US21 (3 Wo.)US | Autoren: Bennie Benjamin, Morty Nevins, George Weiss                                                          |
| 1951 | Vanity –                                                | — | — | Autoren: Guy Wood, Jack Manus, Bernard Bierman                                                                |
| 1951 | I Ran All the Way Home –                                | — | — | Autoren: George Weiss, Bennie Benjamin                                                                        |
| 1952 | Sinner or Saint –                                       | — | — | Autor: Irving Gordon                                                                                          |
| 1954 | Make Yourself Comfortable –                             | — | US8 (15 Wo.)US | Autor: Bob Merrill                                                                                            |
| 1955 | How Important Can It Be? –                              | — | US18 (5 Wo.)US | Autoren: Bennie Benjamin, George David Weiss                                                                  |
| 1955 | Whatever Lola Wants –                                   | — | US12 (11 Wo.)US | Autoren: Richard Adler, Jerry Ross aus dem Musical Damn Yankees                                               |
| 1955 | Experience Unnecessary –                                | — | — | Autoren: Luigi Creatore, Hugo Peretti, Gladys Shelby                                                          |
| 1955 | C’est la vie –                                          | — | US22 (15 Wo.)US | Autoren: Eddie White, Mack Wolfson                                                                            |
| 1956 | Mr. Wonderful                                           | — | US38 (19 Wo.)US | Autoren: Jerry Bock, George David Weiss, Larry Holofcener aus dem gleichnamigen Musical                       |
| 1956 | Hot and Cold Running Tears –                            | — | US92 (2 Wo.)US | Autoren: Marguerite James, Bobby Sharp                                                                        |
| 1956 | Fabulous Character –                                    | — | US27 (14 Wo.)US | Autoren: Bennie Benjamin, Sol Marcus                                                                          |
| 1956 | The Other Woman –                                       | — | US86 (1 Wo.)US | Autorin: Jessie Mae Robinson veröffentlicht als B-Seite von Fabulous Character                                |
| 1956 | It Happened Again –                                     | — | US72 (9 Wo.)US | Autoren: Luigi Creatore, Hugo Peretti                                                                         |
| 1956 | The Banana Boat Song –                                  | — | US31 (14 Wo.)US | Traditional                                                                                                   |
| 1957 | Leave It to Love –                                      | — | US91 (1 Wo.)US | Autoren: Mack Discant, Dick Miles                                                                             |
| 1957 | Passing Strangers –                                     | UK20 (17 Wo.)UK | US82 (7 Wo.)US | Autoren: Mel Mitchell, Stanley Applebaum UK 1957 Platz 22 (2 Wo.) / 1969 Platz 20 (15 Wo.) mit Billy Eckstine |
| 1959 | Separate Ways –                                         | — | US96 (1 Wo.)US | Autoren: Vincent Corso, Clyde Otis                                                                            |
| 1959 | Broken-Hearted Melody –                                 | UK7 (13 Wo.)UK | US7 (19 Wo.)US | Autoren: Sherman Edwards, Hal David                                                                           |
| 1959 | Smooth Operator –                                       | — | US44 (9 Wo.)US | Autoren: Clyde Otis, Murray Stein                                                                             |
| 1960 | Eternally –                                             | — | US41 (8 Wo.)US | Musik: Charlie Chaplin (als Terry’s Theme aus Limelight); Text: Geoffrey Parsons                              |
| 1960 | You’re My Baby –                                        | — | US87 (2 Wo.)US | Autoren: Clyde Otis, Luvenia Willis veröffentlicht als B-Seite von Eternally                                  |
| 1960 | Serenata –                                              | UK37 (4 Wo.)UK | US82 (6 Wo.)US | Musik/Original: Leroy Anderson; Text: Mitchell Parish in UK als Doppel-A-Single mit Let’s in den Charts       |
| 1966 | A Lover’s Concerto –                                    | — | US63 (6 Wo.)US | Autoren: Sandy Linzer, Denny Randell; Adaption eines Menuetts von J. S. Bach                                  |

grau schraffiert: keine Chartdaten aus diesem Jahr verfügbar
Weitere Lieder
- 1957: Autumn in New York
- 1957: Dancing in the Dark
- 1957: Poor Butterfly
- 1957: Someone to Watch Over Me
- 1958: Moonlight in Vermont
- 1959: Misty
- 1960: Our Waltz
- 1960: Ooh! What a Day!
- 1964: Bluesette
- 1966: 1, 2, 3
- 1974: I Need You More

## Filme
- 1960: Unterwelt (Murder Inc.)